# Joe Thomas (baloncestista)
Joseph Randle "Joe" Thomas (nacido el 9 de marzo de 1948 en Canton, Ohio) es un exjugador de baloncesto estadounidense que jugó una temporada en la NBA. Con 1,98 metros de estatura, lo hacía en la posición de ala-pívot.

## Trayectoria deportiva

### Universidad
Jugó durante tres temporadas con los Golden Eagles de la Universidad Marquette, en las que promedió  7,0 rebotes por partido. Ganó a las órdenes de su entrenador Al McGuire como capitán del equipo el NIT en 1970, torneo en el que fue incluido en el segundo mejor quinteto del mismo. En la final ante St, John's consiguió 11 puntos y 7 rebotes.

### Profesional
Fue elegido en la nonagésimo quinta posición del Draft de la NBA de 1970 por Phoenix Suns, con los que jugó una temporada, en la que promedió 1,1 puntos y 1,4 rebotes por partido. Antes del comienzo de la temporada 1971-72 fue despedido.

## Estadísticas de su carrera en la NBA

### Temporada regular
| Temporada | Edad | Equipo       | Liga | Pos. | P  | TIT | MIN | TC  | TCA | %TC  | 3P | 3PA | %3P | 2P  | 2PA | %2P  | TL  | TLA | %TL  | R.OF. | R.DEF. | REB | ASIS | ROB | TAP | PER | FP  | PTS |
| 1970-71   | 22   | Phoenix Suns | NBA  | SF   | 39 |     | 5.2 | 0.6 | 2.2 | .267 |    |     |     | 0.6 | 2.2 | .267 | 0.2 | 0.5 | .450 |       |        | 1.1 | 0.4  |     |     |     | 0.5 | 1.4 |
| Total     |      |              | NBA  |      | 39 |     | 5.2 | 0.6 | 2.2 | .267 |    |     |     | 0.6 | 2.2 | .267 | 0.2 | 0.5 | .450 |       |        | 1.1 | 0.4  |     |     |     | 0.5 | 1.4 |